# Конак (објекат)
Конак је назив за објекат који служи за преноћиште, а у доба Османског царства је ова реч означавала и кућу угледног човека, дворац валије или неког другог високог османског управног или војног заповедника. Такође, конаком су се у то време називали и делови куће у којима су боравили мушки чланови породице. У литератури овај израз се користио као назив за место у сушници где су се сушиле шљиве али и као назив за меру дужине, т. ј. пут који један човек пређе за дан хода. 